# アイラ島
アイラ島（アイラとう、Islay 、ゲール語ではイーレÌle）はスコットランドの島で、インナー・ヘブリディーズ諸島の南端、ジュラ島のすぐ西側に位置し、「ヘブリディーズ諸島の女王」として知られている。
「Islay」はアイラ /ˈaɪlə/ と読み、1語でこの島を意味するが、「The Isle of Islay」という表現もある。17世紀の古地図では「Yla」「Ila」といった綴りもある、

## 概要
蒸留所やキラロウ教区教会（Kilarrow Parish Church、ラウンド・チャーチ Round Church としても知られる）のあるボウモアの町が中心地であり、他の町にはポート・エレン（Port Ellen）などがある。
アイラ島の人口は3400人程で、総面積は600km2。主要な産業はモルト・ウイスキーの蒸留と観光である。
この島は多くの種の野鳥の営巣地として知られ年間を通してバード・ウォッチャーに人気の場所であるが、特に2月にはカオジロガンの大規模なコロニーが観察できる。この島を訪れる鳥は他にもベニハシガラス、ミヤコドリ、カワウ、ウズラクイナ、アビ、ハイイロチュウヒ、ハマシギ、アカアシシギ、サンドイッチアジサシ、ハジロコチドリ、ミユビシギ、マガンなど多くの種がある。
アイラ島の気候はメキシコ湾流の影響で、スコットランド本島よりも温暖な日も多い。アイラ島は、人の手があまり入っていないスコットランドで最も美しい島だと考える人も多い。

## 地理

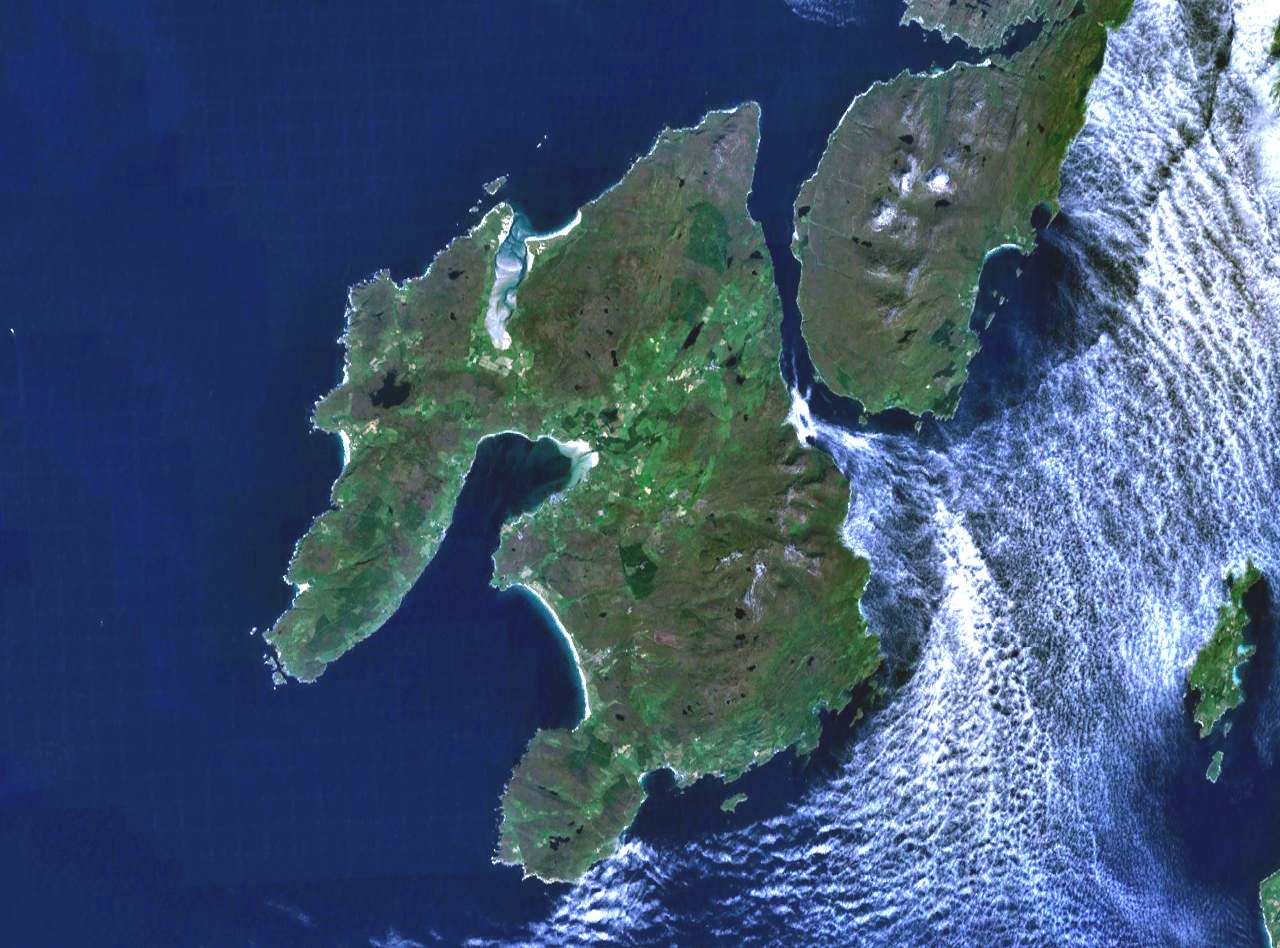
アイラ島の衛星写真。画面上が北。画面右上のジュラ島とは700m程度しか離れていない。

スコットランドの大部分と同様、太古代に形成された変成岩で形成されている。非常に古い岩石から形成されており、25億年以上前の変成岩が地表に現れている。さらに水平方向の褶曲が地表にはっきり現れている。アイラ島はもともとスコットランド中央部を北東から南西にかけて延びるグランピアン山脈の末端であった。海面上昇により形成された陸島である。アイラ島は南北30km、東西40kmにわたって広がり、大部分は標高100m以下だが、南東部分、ジュラ島から連なる山脈の末端を形成している部分は400m程度まで持ち上がっている。
この島の住人は主にボウモア、ポート・エレン、ポート・シャーロット（Port Charlotte, Sgioba）といった集落の周辺に集まっている。この他の小さな村には、ポートナヘイヴン（Portnahaven, Port na h-Abhainne）、ブリッジエンド（Bridgend, Beul an Àtha）、ブルイックラディ（Bruichladdich, Bruthach Cladach）、ポート・アスケイグ（Port Askaig, Port Asgaig）などがある。これ以外の場所には数件の小さな集落が各地に点在するのみで、大部分が農地を含む平地、丘陵地帯となっている。また、島の各地には豊かなピートの湿地が広がり、これらは切り出され、乾燥されてウィスキー製造ならびに家庭の燃料として利用されている。島の本体の南西部はジ・オー（The Oa, An Obha）と呼ばれる広い岩場である。島の西側の腕のような部分はリンズ・オブ・アイラ（Rinns of Islay, Na Roinn Ìleach）と呼ばれている。この島には、ロッホ・フィンラガン（Loch Finlaggan）、ロッホ・ゴロム（Loch Gorm）、ロッホ・バリーグラント（Loch Ballygrant）、ロッホ・アラン（Loch Allan）といったいくつかの湖がある。同じくロッホの付く地名にはロッホ・グリュイニャルト（Loch Gruinart）、ロッホ・インダール（Loch Indaal）などがあるが、これらは湾である。
ロッホ・グリュイニャルト、ブリッジエンド、ミカヅキグサの生えるアイリーン・ナ・ミチ・ディヴ、リンズ・オブ・アイラの4ヶ所はラムサール条約登録地である。

## 歴史
アイラ島の歴史は紀元前8,000年の中石器時代に始まり、以後約10,000年の間絶えず人が暮らしてきた。
アイラ島に関する最古の歴史的文書は聖コルンバに関連したものである。この聖人は6世紀に、おそらくアイオナ島の修道院を創設する際に、アイラ島を経由している。
14世紀から16世紀にはスコットランドの西海岸の大部分ならびにアイルランド北岸一帯は、アイラ島のロッホ・フィンラガンを本拠地とするマクドナルド一族の支配下に置かれ、その族長は島々の領主（Load of the Isles）と呼ばれた。この領主の祖先は、1156年のサマーレット（Somerled）によるアイラ沖でのデーン人敗北の時代までさかのぼることができる。フィンラガン・トラストはこの時代の多くの遺跡、遺品を扱っており、島は訪問者のために日々開かれている（遺跡はフィンラガン湖のいくつかの小島にある）。フィンラガン・トラストはまた、週に数日オープンするビジターセンターも持っている。イギリスのチャンネル4の人気番組「タイム・チーム」シリーズは、1994年6月24日から26日にフィンラガンの発掘を撮影した。このエピソードは1995年6月8日に初めて放送された。
1830年代の初めから、ハイランド・クレアランスならびに自主的な移民の結果、ピーク時には15,000人だった島の人口が減少し始めた（現在の人口は約3,400人）。アイラからの移民の多くは、カナダのオンタリオ州や合衆国のキャロライナス（ノース・カロライナ州、サウス・カロライナ州）、あるいはオーストラリアへ移住した。

## 気候
メキシコ湾流の影響を受け、気候はきわめて穏やかである。雪は滅多に見られず、霜もわずかですぐに消える。庭にエキゾチックな植物が植えられていることも珍しくない。しかし、冬の大西洋から吹き付ける強風がさまざまな問題を引き起こすことも稀ではない。イースターが近づくにつれ天候は回復し、その後9月までは比較的良い天候が続くが、スコットランドらしい不安定な天候はこの島にも見られ、短時間の間に崩れ、風雨で交通に影響が出ることがよくある。そのため、アイラ島へ行き来しようと思う者はフェリーや飛行機の欠航、遅延を念頭に計画を立てなければならない。
アイラ島の天候統計データを入手することは困難だが、英国気象庁は隣のタイリー島のデータを1928年以降とり続けている。気候はこれと大きく違わないと考えられている。

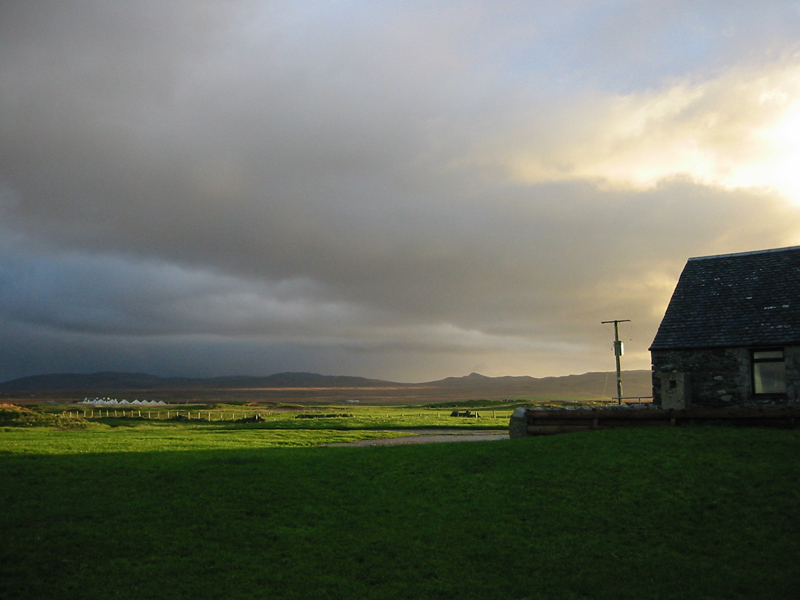
10月下旬の朝

| 降水量（mm） | 月 | 日照（時間） |  |
| 126          | 1  | 39           |  |
| 84           | 2  | 68           |  |
| 84           | 3  | 112          |  |
| 66           | 4  | 170          |  |
| 56           | 5  | 225          |  |
| 67           | 6  | 198          |  |
| 83           | 7  | 160          |  |
| 92           | 8  | 162          |  |
| 120          | 9  | 122          |  |
| 135          | 10 | 81           |  |
| 127          | 11 | 48           |  |
| 127          | 12 | 31           |  |

## 交通
主要な道路は2本あり、一つはアードベッグからポート・エレン、ボウモアを経てポート・アスケイグへ至るA846号線、もう一つがリンズの東海岸を下るA847号線である。その他の島の道路の多くは、待避箇所のある1車線道路である。
ボウモアとポート・エレンの中間に位置するグレンネゲデールには空港（アイラ空港）があり、グラスゴーとの間を往復している。ポート・エレンとポート・アスケイグの二つの港からはキンタイア半島のケナクレイグとを2時間かけて結ぶ定期フェリーが出ている。ポート・アスケイグにはコロンゼー島のスカラセイグや夏の間だけ水曜日にオーバンへ行く航路もある。これらはカレンドニアン・マクブレイン社によって運営されている。ポート・アスケイグからジュラ島のフェオリンへのフェリーも定期運航されているが、こちらは地方自治体が運営している。近年、ジュラ島のクレイグハウスからスコットランド本土のテイヴァリヒへの小型フェリーが定期運行されるようになり、本土との交通は若干改善された。

## 蒸留所

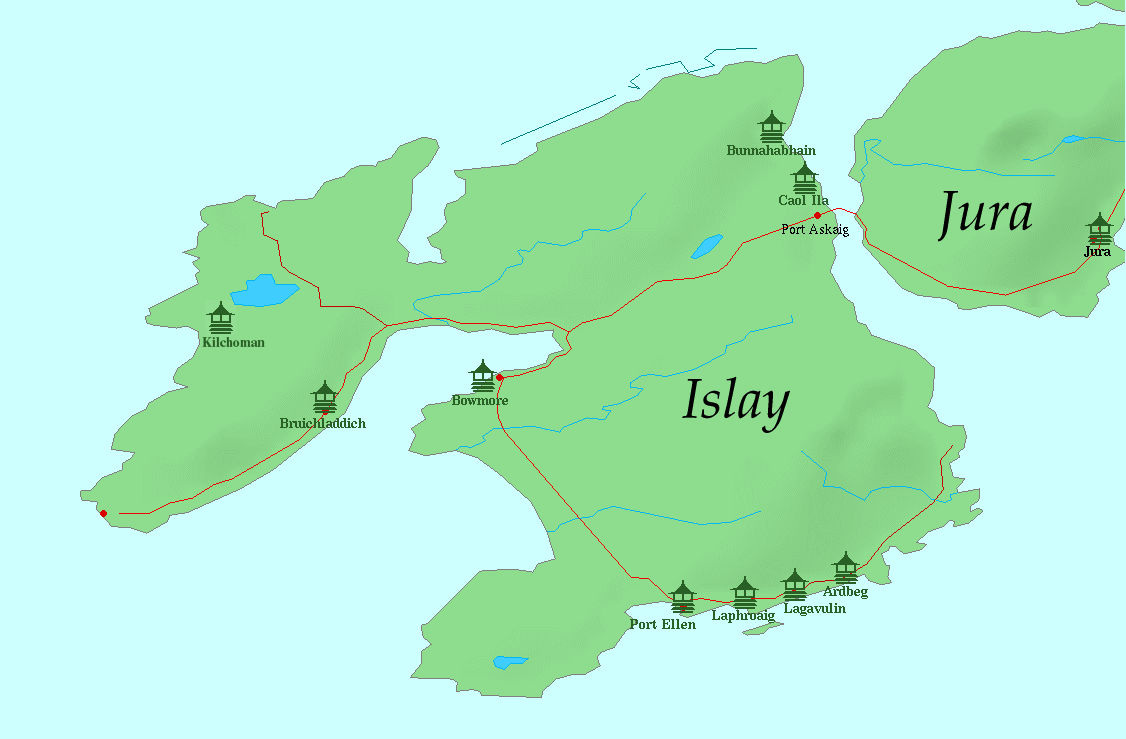
アイラ島の蒸留所の位置 現在建物の一部のみが残存するポート・エレンを赤字で示した。

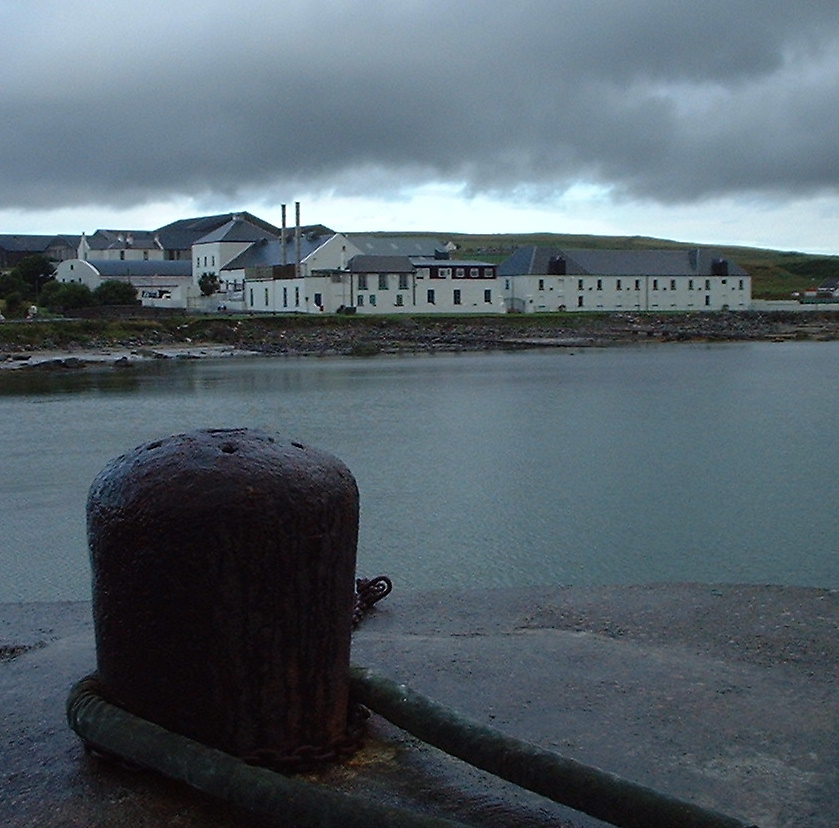
ブルイックラディ蒸留所 2005年3月までは最も西に位置する蒸留所であった。

アイラ島で作れるウィスキー（スコッチ・ウイスキー）は「アイラ・モルト」として知られ、ピート（泥炭）によるスモーキーさが特徴である。
2016年現在では8つの蒸留所があり、島の南部の蒸留所、東から順にカリラ（Caol Ila）、アードベック（Ardbeg）、ラガヴーリン（Lagavulin）、ラフロイグ（Laphroaig）では強烈なピートの香りのウィスキーが製造されている。島の北側ではボウモア、ブルックラディ（Bruichladdich）、ブナハーヴン（Bunnahabhain）、キルホーマン（Kilchoman）が生産されている。ブナハーヴン、ブルックラディのウィスキーはノンピートであるが、キルホーマンとブルックラディで生産されるポート・シャーロット、オクトモアと呼ばれる3種のウィスキーはやはり強烈なピート香を持っている。やはり強いピート香をもつポートエレン蒸留所は1983年に閉鎖され、現在は建物の一部が残るのみで、現在は隣接のモルト製造所（モルトスター）のみが操業を続けていたが、2024年に再稼働した。ポート・シャーロットのロッホ・インダールは1929年に閉鎖されている。ブルックラディ蒸留所では近年ボトリング・プラントが開かれ、ウィスキーのバッティングや瓶詰めも行っている。ブルックラディ蒸留所は、モルトをアイラで瓶詰めしている蒸留所である。また、アイラ島内で栽培した大麦を使用したり（「アイラ・バーレイ」シリーズ）、全ての樽をアイラ島内で熟成させるという、アイラ島のテロワールにこだわった蒸留所でもある。
2005年6月にロッホサイド・ファームにオープンしたキルホーマン蒸留所は、同年11月に最初の蒸留を行った。モルティング・フロアが2006年2月に火事にあったがポート・エレンのモルトスターから乾燥大麦麦芽の供給を受けて蒸留を継続、モルティング・フロアは異なる姿で再建され、現在は自家製乾燥大麦麦芽を製造している。この蒸留所は、ブルイックラディ蒸留所よりもさらに西、島の西半島中央にあるロッホ・ゴロムの南に位置する蒸留所であり、スコッチ・ウイスキーの蒸留所中最も西に位置する蒸留所となった。
近年、ブルックラディ蒸留所がかつてのロッホインダール蒸留所の建物にインヴァーレーヴン蒸留所の設備を設置してポート・シャーロット蒸留所の名前で蒸留所を開く計画があったが、中止となった。
ガートブレック蒸留所の建設がインダール湾沿いボウモア蒸留所の南3kmに進められ、弱い直火蒸留、木製発酵桶、蛇管式冷却器という伝統製法で生産する計画。2015年に蒸留開始、2018年以降出荷を予定している。
ウィスキーとは別に、新たにアイラ島のオリジナルなエールが作られている。アイラ・エールは2004年3月22日にオープンし、7種類のエールを継続的に生産し、また毎年行われるモルトと音楽のフェスティバルのために特別なビールも造っている。醸造所はブリッジエンドからわずかに外れたアイラ・ハウス・スクエアにある。
また、ブルックラディ蒸留所では、ザ・ボタニストというアイラ島唯一のジンが生産されている。9種類のジンの基本的なボタニカル（ジュニパーベリーなど）のほか、22種類のアイラ島に自生するボタニカル（花、ハーブ、樹木など）が使用されており、世界で唯一稼動していると言われるローモンド・スチルで蒸留されている（蒸留はブルックラディ蒸留所のスチルハウスにて行われている）。

## その他の産業
ウィスキー産業はアイラ島の基幹産業であるが、その他にビールの醸造、畜産（牛、羊、豚、アルパカなど）、農業、カキとホタテガイの養殖業、漁業、織物（ウール）、陶芸、観光などが島の産業として挙げられる。ここ数年は観光が好調なこともあり、工芸品（ろうけつ染めやガラス工芸品）や食品（ファッジやチョコレート）の小規模な工房が新たに開かれている。かつてはチーズとミネラル・ウォーターもこの島の特産品だったが、チーズは2000年に、ミネラル・ウォーターは1994年にその生産を終了している。

## 先進的なエネルギー利用
アイラ島の位置は大西洋の荒波に曝される場所であるため、スコットランド初の波力発電所が置かれることになった。LIMPET（Land Installed Marine Powered Energy Transformer）と名付けられた波力発電機は、欧州連合の資金援助を受け、インヴァネスのWavegen社とベルファストのクイーンズ大学の研究者たちによる設計と施工によって実現したものである。同社はクイーンズ大学のAlan Wells教授が1990年に編成した会社で、2005年からはVoith Siemens 社の子会社であるVoith Siemens Hydro Power Generationの所有である。Limpet500と呼ばれる発電機は、500キロワットの電力を島の配電網に配給する。2000年において世界初の商用波力発電所となった。2008年7月からは一般家庭に電力を供給している。
ボウモア蒸留所ではウィスキー製造の余熱を、ウィスキー製造、所内の暖房、温水プールなどに再利用している他、ポート・シャーロットの地域コミュニティ・センターであるポート・モール・センターでは風力発電が、ボウモアのゲール語大学イオナトゥ・ハルム・ヒーレ・イーレでは太陽電池などが使われ、化石燃料の使用を節約する試みが行なわれている。
さらに、アイラ海峡南端の海底にはプロペラ式の潮流発電機の設置が、リンスの西の海上には風力発電機の設置が計画されており、アイラ海峡の施設に関しては地元との協議と環境に与える影響の調査が始まっている。

## 釣り
アイラ島は、ヨーロッパで最も優れたブラウントラウト釣りの名所の一つである。輸入されたニジマスがこの島では放流されたことはないため、この「ブラウニー」は今でもこの島の淡水の生態系における優占種である。2003年、ヨーロッパ釣り大会がこの島の5つの湖で催された。川や湖に面したほとんどの土地で釣りが行われ、堤は釣りに利用される。海釣りも、特に海岸の破船のあるところで人気である。アイラ島では釣りは地元のスポーツとして定着しており、毎年釣り大会が催されている。

## メディア
ボウモアにはイーラハ（Ileach）と呼ばれる新聞社があり、同名の新聞を2週に1回発行している。
アイラ島は、1954年の映画 The Maggie のいくつかのシーンに登場する。
1990年代のBBC作品 Para Handy は、一部にポート・シャーロットで撮影され、ロッホ・インダールまでの Vital Spark（パラ・ハンディーの小型漁船）とライバルの小型漁船とのレースが描かれている。小学校の生徒たちが放課後にそのレースを眺めるシーンが有名。

## 著名な出身者
- 今日最も有名なアイラ島の出身者は、第10代NATO事務総長で、かつてのイギリス国防長官のジョージ・ロバートソンである。彼は1999年に一代貴族ポート・エレンのロバートソン男爵となった。
- アメリカ独立戦争における重要人物で、バンク・オブ・ニューヨークの初代頭取であったアレキサンダー・マクドゥーガル（英語版）（Alexander McDougall）は、1731年にアイラで生まれている。
- アイラ出身のドナルド・カスキー（英語版）（Donald Caskie）は、第二次世界大戦中のフランスでの英雄的行為により「タータンの紅はこべ（Tartan Pimpernel）」として知られた。
- BBCのスコットランド政治リポーター、グレン・キャンベル（英語版）（Glenn Campbell）は、アイラ島で育ち、アイラ島の高校に在籍した。